# Kostas Sommer
Kostas Sommer (en griego: Κώστας Σόμμερ; nacido el 17 de mayo de 1975) es un actor y modelo griego, que ha aparecido en numerosas películas y programas de televisión. En 2005, él apareció en el Hollywood en la película Deuce Bigalow: European Gigolo, protagonizada por Rob Schneider como el gigoló Griego Assapopoulos Mariolis. Este papel es el primer papel que Sommer tuvo en Hollywood después de clavar su audición sólo desde que llegó a Los Ángeles.

## Vida
Nació en Alemania, donde pasó la mayor parte de sus años de infancia y más tarde se trasladó a Grecia, Sommer asistió al colegio Alemán de Atenas. Él era un poco por el bichito de la actuación cuando era un niño, y siguió trabajando en televisión y cine en Grecia. Es una celebridad muy conocida griega que aparece en numerosas revistas como modelo antes de papeles en grandes producciones de la pantalla de cine como, novias, por Pantelis Voulgaris, Distancia Un Respiro para ATA Studios y Golden Beach. Algunos de sus créditos en televisión incluyen El amor venía de lejos, Aliki, y El Bachillerato.
Él también ha aparecido en varias obras de teatro en Broadway incluyen en el papel de Joe Bonaparte en  Golden Boy y Liliom. Le gustan los deportes extremos, así como paracaidismo, jetski, lancha de carreras, coche y moto / acrobacias. Algunos de sus otros pasatiempos incluyen kickboxing, vela, submarinismo, el atletismo y las armas de fuego. Actualmente vive entre Atenas y Los Ángeles Sommer hizo una aparición especial en abril de 2006 Hellas señorita Estrella, (en griego: Μις Σταρ Ελλάς) concurso. Fue protagonizada por la actriz, está Fay Zafirakou, (en griego: Φαίη Ζαφειράκου), en la serie de televisión griega Tis Agapis Maheria (en griego: Της αγάπης μαχαιριά) , ( Los Cuchillos de amor) por Stratos Markidis de ANT1. Esta serie tenía una conexión personal con Kostas ya que la historia se basa en las tradiciones cretenses.

## Curiosidades y filmografía
- Kostas habla con fluidez griego, alemán, inglés y francés.[1]
- Es hijo de padre griego (nacido en Creta) y madre alemana.
- Comenzó a modelar a los 12 años.
- Utiliza su apellido materno nombre de soltera como su nombre artístico.
- Él es un graduado de la UCLA en la actuación de 1997.